# Louis François Auguste Souleyet
Louis François Auguste Souleyet (1811–1852) fue un zoólogo, malacólogo y cirujano francés.

## Biografía
Souleyet era naturalista y cirujano en el viaje de La Bonite que circunnavegó el globo entre el 1836 de febrero y noviembre de 1837, bajo Auguste Nicolas Vaillant (1793-1858).
En el océano Pacífico estudió los moluscos marinos. Después de la muerte de Joseph Fortuné Théodore Eydoux (1802-1841), Souleyet completó el informe de la sección de zoológica del viaje oficial.
Souleyet murió de fiebre amarilla en la Martinica.
Describió varios moluscos marinos y peces.

## Algunas publicaciones
- 1852. Voyage autour du monde exécuté pendant les années 1836 et 1837 sur la Corvette La Bonité. Editor Bertrand, 664 pp.

- 1841. Voyage autour du monde exécuté pendant les années 1836 et 1837 sur la corvette La Bonité: commandée par M. Vaillant, Capitaine de Vaisseau. Publ. par ordre du roi sous les auspices du Departement de la Marine. Zoologie 1,1, vv. 2. Con Auguste N. Vaillant, Fortune Eydoux. Editor Bertrand, 132 pp.

- 1828. Histoire naturelle des mollusques ptéropodes: monographie comprenant la description de toutes les espèces de ce groupe de mollusques. Con Paul Charles Alexandre Léonard Rang des Andrets. Ed. J.B. Bailliére, 86 pp.

## Honores

### Eponimia
- Lepidocolaptes souleyetii Des Murs
- gasterópodo Protatlanta souleyeti Edgar A. Smith 1888